# Florida Ridge
Florida Ridge – jednostka osadnicza w Stanach Zjednoczonych, w stanie Floryda, w hrabstwie Indian River.